# Barragem do Feiticeiro
A barragem do Feiticeiro é uma obra de engenharia hidroeléctrica portuguesa construída para represar o rio Sabor, no distrito de Bragança, região de Trás-os-Montes.

## Características Técnicas
Características Hidrológicas
- Área da Bacia Hidrográfica – 3491 Km²
- Caudal de cheia – 6400 m³/s
- Período de retorno – 5000 anos[1]

Características da Albufeira
- Área inundada ao NPA – 181 ha
- Nível de máxima cheia (NMC) – 138 m
- Nível mínimo de exploração (NmE) – 130 m

Descarregador de Cheias
- Localização – central
- Tipo de controlo – comportas
- Tipo de descarregador – Lâmina livre dividido em 4 vãos de 16m
- Cota da crista da soleira – 127 m
- Desenvolvimento da soleira – 4x16 m
- Caudal máximo descarregado – 5000 m³/s
- Dissipação de energia – Roller Bucket

Descarga de fundo
- Localização – estrutura da barragem
- Tipo – através da barragem/muro lateral direito do descarregador de cheias
- Secção da conduta – 1,25 m x (2-4) m
- Caudal máximo – 51.5 m³/s
- Controlo a montante – comporta vagão – (1.25m x 2.0m)
- Controlo a jusante – comporta vagão – (1.25m x 2.0m)

Energias de Portugal vendeu a barragem a um consórcio francês em dezembro de 2019.